# Ornipholidotos kirbyi
Ornipholidotos kirbyi är en fjärilsart som beskrevs av Aurivillius 1895. Ornipholidotos kirbyi ingår i släktet Ornipholidotos och familjen juvelvingar. Inga underarter finns listade i Catalogue of Life.